# Steaua SS 433

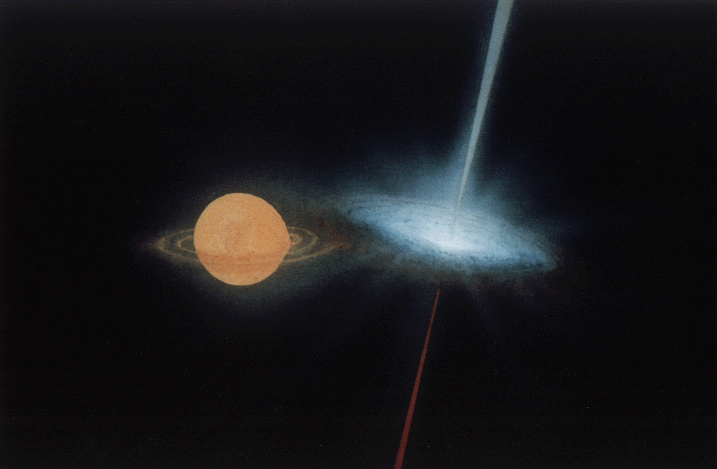
Reprezentare artistică

Steaua SS-433 are unul dintre cel mai exotice sisteme stelare observate. Este un sistem binar, o sursă de radiații X, steaua principală cel mai probabil este o gaură neagră, sau, eventual, o stea neutronică. Spectrul stelei secundare care o acompaniază sugerează că este o stea târzie de tip A.
SS-433 este un microquasar, primul descoperit.
Denumirea sa vine de la cei care au descoperit-o, astronomii de la Case Western Reserve, Nicholas Sanduleak și C. Bruce Stephenson. A fost trecut la poziția 433 în catalogul din 1977 al stelelor cu linii de emisie puternică.
SS-433 se află în interiorul rămășiței supernovei W50, care este considerată a a avea 10.000 de ani. Steaua primară, fie gaură neagră sau stea neutronică, este rămășița miezului  stelar care a rămas din explozia unei supernove care a creat W50. SS-433 se află aproximativ la 18.000 ani-lumină distanță de noi, în constelația Aquila (Vulturul), are magnitudinea 14 în spectrul vizibil, și este atât sursă de radiație X cât și radio.